# Papa (Elba)
La formazione rocciosa nota come Il Papa si trovava a Capo Sant'Andrea, all'estremità occidentale dell'insenatura chiamata Cadicarletto (ossia «Cala di Carletto»). 
Si trattava di una particolare formazione di monzogranito che fu abbattuta da una violenta mareggiata di maestrale nel dicembre 1980.
Il toponimo, attestato dal 1840, derivava dall'aspetto antropomorfo della formazione rocciosa.